# عبد الرحمن المطوع
عبد الرحمن المطوع (1962 - )؛ وزير الأشغال العامة في الكويت ما بين عامي 2016 - 2017.

## السيرة الذاتية
ولد عبد الرحمن عبد الكريم محمد المطوع في عام 1962 بالكويت عمل في الهيئة العامة للتعليم التطبيقي والتدريب لمدة تزيد عن ال16 عام وتدرج حتى وصل إلى منصب نائب المدير العام لشؤون الانشاءات في الهيئة، كما عمل سابقا في جمعية إحياء التراث الإسلامي لمدة 30 عام.

## منصبه الوزاري
- أختير وزيرا للاشغال العامة في التشكيل الحكومي الـ 34 برئاسة الشيخ جابر مبارك الحمد الصباح ، وخرج من التشكيل الحكومي في أواخر عام 2017.